# Hermitage-Hôtel du Touquet-Paris-Plage
L'Hermitage-Hôtel est un des premiers grands hôtels de luxe construit au début du XXe siècle à Paris-Plage dans le département français du Pas-de-Calais en région Hauts-de-France.

## Construction
Cet hôtel, classé « hors classe », du Touquet-Paris-Plage, fait partie des 7 grands hôtels de cette catégorie en activité avant la Seconde Guerre mondiale, les autres sont, le Grand-Hôtel, l'hôtel des Anglais, le Golf-Hôtel, le Royal Picardy, l'Atlantic Hôtel et l'Hôtel Westminster, seul, ce dernier hôtel est toujours en activité.
Il est construit en 1904, sur les plans de l'architecte Henry Martinet et situé sur l'actuelle place de l'Hermitage, en face de l'ancien château Daloz transformé en hôtel de la Forêt.
Ce n'est qu'un simple rez-de-chaussée, surmontée d'un léger étage, avec un petit pavillon central plus élevé et une terrasse faisant le tour du bâtiment.
Celui-ci s'emmanchait avec les dépendances du château Daloz, transformées, l'année précédente, en annexes de l'hôtel de la Forêt, produisant un ensemble vraiment séduisant. L'irrégularité voulue de la construction, les toitures se contrariant, la coloration des murs et des bois, tout imprimait à la masse un caractère éminemment pittoresque, s'alliant merveilleusement avec le cadre de la forêt.
Et, pour compléter le tout, des jardins furent tracés par devant, princièrement entretenus, et chargés de corbeilles fleuries.

## Histoire
L'hôtel est inauguré le 1er août 1904. Il reçoit une clientèle de luxe : le prince de la Tour d'Auvergne, le duc et la duchesse de Guiche, la duchesse de Manchester, lady Francis Butie, lady Clifford, le comte de Beauregard, le baron et la baronne d'Erlanger, lord Dudley…
En 1909, il est démoli puis un nouvel hôtel est construit à sa place, et inauguré en 1910. Ses directeurs en sont MM. Diette et Fernand Recoussine.
Toujours en 1909, La Société des grands hôtels français est fondée, pour cinquante années, suivant des statuts déposés chez Me Moreau, notaire à Paris, Fernand Recoussine en est l'administrateur délégué. Cette société exploite les hôtels Atlantic et Hermitage du Touquet-Paris-Plage, l'hôtel de Noailles à Marseille ainsi que tous les établissements similaires par voies d'acquisition.
En 1914, on procède à son agrandissement, avec une aile côté mer et une aile côté tennis, pour un total de 80 chambres supplémentaires.
Au début de la Première Guerre mondiale, les grands hôtels sont réquisitionnés puis transformés en hôpitaux militaires complémentaires, pour recevoir les blessés. Il est réquisitionné dès août 1914 au début de la Première Guerre mondiale et ses 1 000 lits constituent l'hôpital complémentaire 35 dont madame Buisset, l'épouse de l'architecte Fernand Buisset, est l'infirmière major et le Savoy Hôtel en est une annexe.
Au sujet de cet hôtel réquisitionné, Georges Vibert, le poète et président de la cour d'appel de Douai, membre de la société académique du Touquet, écrit : 
Dans le palais construit pour les foules heureuses

En quête de plaisir, de luxe et de gaieté,

Circulent maintenant, phalanges valeureuses,

Ceux pour qui le devoir s'appelle Charité.
En 1924, nouvelle transformation, avec l'adjonction d'une salle de restaurant en façade.
En 1930, Léon Hoyez procède à une restructuration afin de concurrencer le Royal Picardy.

## Destruction partielle
L'hôtel est partiellement détruit, lors de bombardements alliés, des 2 et 3 juin 1944, durant la Seconde Guerre mondiale.

## Restauration
En 1968, s'ouvre le chantier de la restauration et l'hôtel est transformé en appartements.

## Galerie

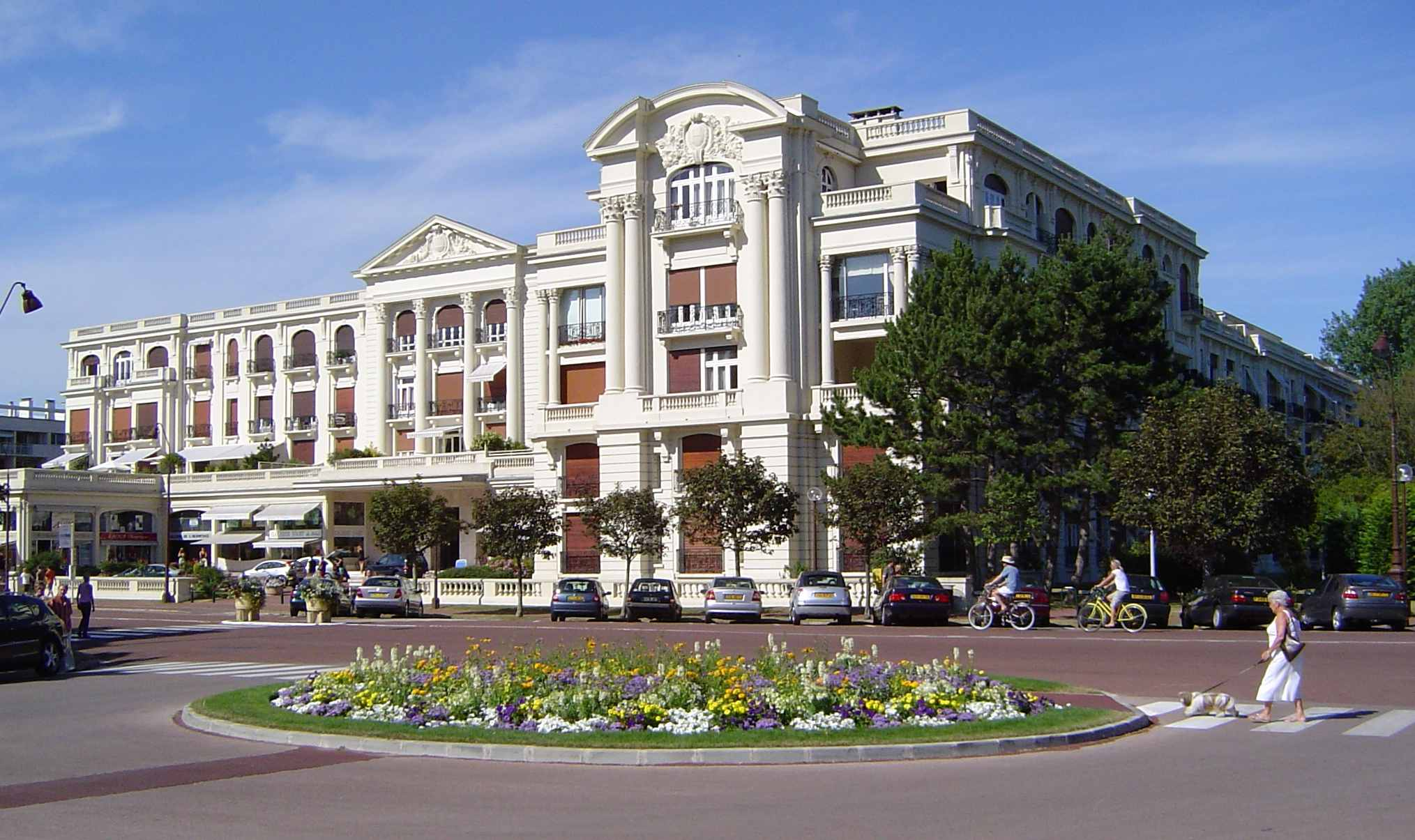
En 2006, la résidence l'Hermitage.

## Pour approfondir

#### Ouvrage de laSociété académique du Touquet-Paris-Plage,Le Touquet-Paris-Plage 1912-2012 un siècle d'histoires
1. ↑  p. 14, écrits de Jeannine Ravin.
2. ↑  p. 21, écrits de Jacques Garet.

#### Ouvrage de Martine et Daniel Boivin, Édith et Yves De Geeter,Paris-Plage en cartes postales anciennes
1. ↑  p. 117.
2. ↑  p. 65.

#### Ouvrage d'Édouard Lévêque,Histoire de Paris-Plage et du Touquet
1. ↑  p. 504.
2. ↑  p. 482.

#### Ouvrage de Édouard Lévêque et G. Therouanne,Annuaire Général de Paris-Plage - 1909 - Première année -, édition Syndicat d'indicative et de développement de Paris-Plage et Le Touquet, Imprimerie L. et G. Delambre, Montreuil-sur-Mer.
1. ↑  p. 154.

#### OuvrageGuide annuaire du Touquet-Paris-Plage 1932-1933, éditeur Librairie F. Bonaventure 58, rue de Paris au Touquet-Paris-Plage.
1. ↑  p. 124.

#### Autres sources
1. ↑  Librairie F.Bonaventure, 58, rue de Paris, Le Touquet-Paris-Plage, Guide annuaire du Touquet-Paris-Plage 1939-1940, Imprimerie Henry, Le Touquet-Paris-Plage, p. 104.
2. 1 2 3 4  Société académique du Touquet-Paris-Plage, chronologie du Touquet-Paris-Plage dactylographiée par Fernand Holuigue, secrétaire perpétuel.
3. ↑  « Résidence Hermitage », sur PSS-Archi.
4. ↑  Société académique du Touquet-Paris-Plage, Mémoires de la Société académique du Touquet-Paris-Plage Pas-de-Calais 2014-2016, Le Touquet-Paris-Plage, I.H. Montreuil-sur-Mer, 2017 (ISSN 1273-6384), page 10 à 22 écrits de Philippe Lyardet